# 平尾 (稲城市)
平尾（ひらお）は、東京都稲城市の地名。現行行政地名は平尾一丁目から四丁目。郵便番号は206-0823。

## 地理
東京都稲城市の南部に位置する。北は坂浜と接するが、南や東では概ね神奈川県川崎市麻生区に接している。

### 警察
警察の管轄区域は以下の通りである。
| 番・番地等 | 警察署         | 交番・駐在所 |
| ---------- | -------------- | ------------ |
| 全域       | 多摩中央警察署 | 平尾交番     |

### 地価
2015年（平成27年）の公示地価によれば、平尾二丁目78番3の地点で176,000円/m2となっている。

## 歴史
東京都内では、平尾十三塚だけが唯一の十三塚が残る場所でもある。またその近くには平尾入定塚がある。
2019年（平成31年）3月2日より平尾506番地6から1968番地と坂浜の1255番地4から27ほかから平尾四丁目が成立。

## 世帯数と人口
2017年（平成29年）12月1日現在の世帯数と人口は以下の通りである。
| 大字・丁目 | 世帯数    | 人口     |
| ---------- | --------- | -------- |
| 平尾一丁目 | 1,279世帯 | 2,718人  |
| 平尾二丁目 | 1,613世帯 | 3,541人  |
| 平尾三丁目 | 2,478世帯 | 4,042人  |
| 平尾四丁目 | 639世帯   | 1,891人  |
| 計         | 6,009世帯 | 11,551人 |

## 小・中学校の学区
市立小・中学校に通う場合、学区は以下の通りとなる
| 大字・丁目 | 番地 | 小学校             | 中学校                 |
| ---------- | ---- | ------------------ | ---------------------- |
| 平尾一丁目 | 全域 | 稲城市立平尾小学校 | 稲城市立稲城第二中学校 |
| 平尾二丁目 | 全域 | 稲城市立平尾小学校 | 稲城市立稲城第二中学校 |
| 平尾三丁目 | 全域 | 稲城市立平尾小学校 | 稲城市立稲城第二中学校 |
| 平尾四丁目 | 全域 | 稲城市立平尾小学校 | 稲城市立稲城第二中学校 |

## 交通

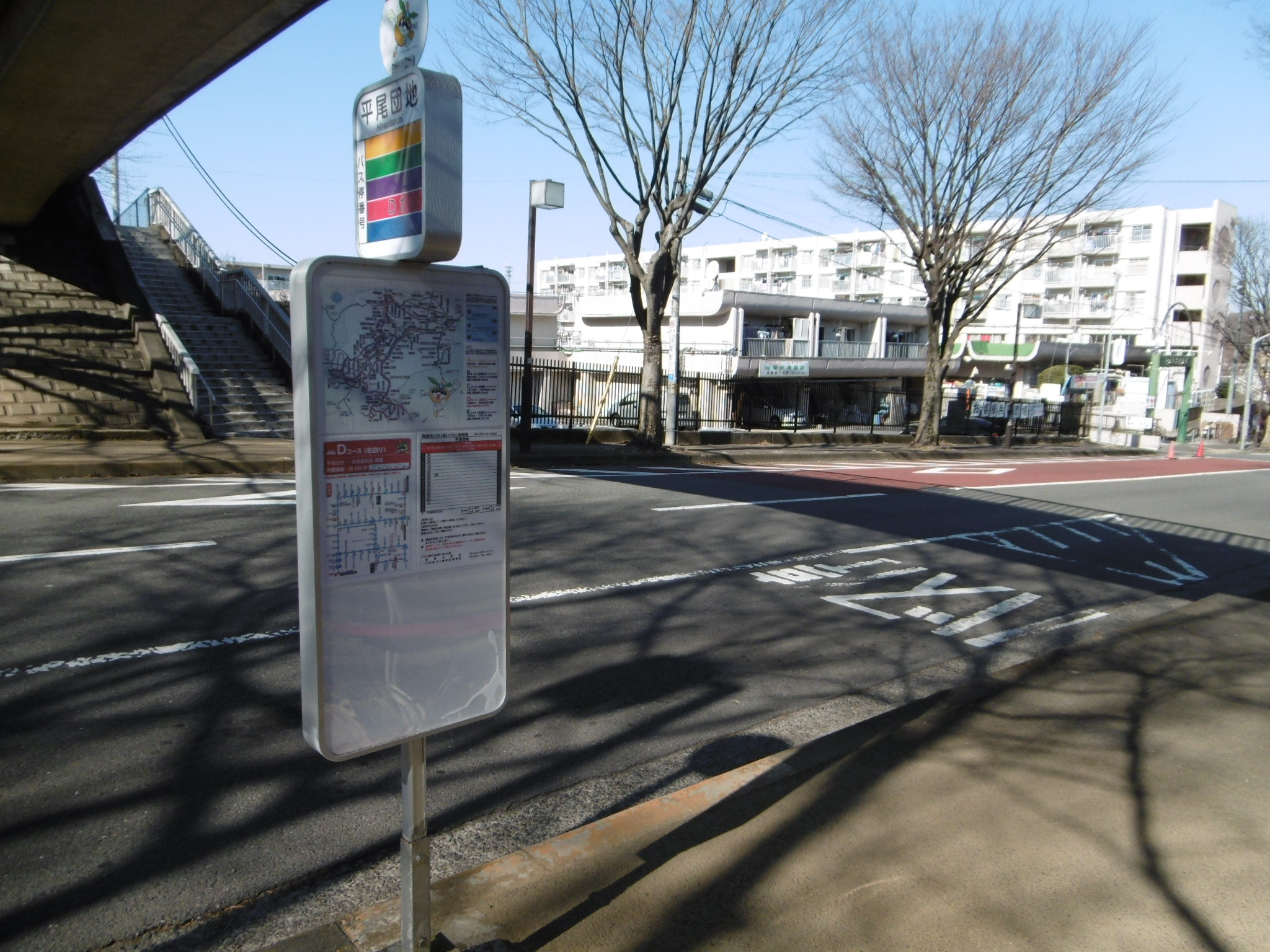
iバスの平尾団地停留所（2016年2月）

町内には鉄道は通ってはいないが、小田急バスで小田急小田原線新百合ヶ丘駅（神奈川県川崎市麻生区）から稲城市のこの町内に入り平尾団地を経由しながら稲城市内の北部へ進み坂浜、京王相模原線稲城駅、稲城市立病院まで行く系統および、平尾中央通りから坂浜平尾線を経由して若葉台駅へ行く系統、平尾団地から川崎市麻生区内の小田急多摩線栗平駅や京王相模原線若葉台駅、稲城市内の北部へ進み南多摩駅（JR南武線）、矢野口駅（同）などを経由しながら循環するiバス（稲城市内のコミュニティバス）がそれぞれ運行している。しかし、神奈川県川崎市麻生区内にある駅、特に新百合ヶ丘駅や栗平駅はこの町内との距離が近いために、同じ稲城市内にある各駅の方よりも最寄り駅としてはそれらの各駅との結びつきが比較的大きい。
またこの町内には国道や東京都道は通っていない。

## 施設
公共施設
- ふれんど平尾 - 稲城市郷土資料室
- 稲城市立第三図書館

教育施設
- 稲城市立第五保育園
- ひらお保育園
- 平尾わかば幼稚園
- はなぶさ幼稚園
- 稲城市立平尾小学校

商業施設
- ドラッグセイムス稲城平尾店

集合住宅
- 東京都住宅供給公社平尾団地

公園
- 平尾南公園

　宗教施設
- 法成寺
- 杉山神社
- 伏見稲荷神社